# Liste der Könige von Mallorca
Die Liste der Könige von Mallorca enthält die Herrscher des mittelalterlichen Königreichs Mallorca, von dessen Begründung in den Jahren 1229 bis 1231 bis zu dessen Annektierung im Jahr 1344 durch das Königreich Aragón.

## Liste der Könige von Mallorca

### Haus Barcelona
| Bild | Name Katalanisch (Lebensdaten)                                                  | Regierungszeit | Verwandtschaft                     | Anmerkungen |
| ---- | ------------------------------------------------------------------------------- | -------------- | ---------------------------------- | --- |
|      | Jakob I. der Eroberer Jaume el Conqueridor (* 2. Februar 1208; † 27. Juli 1276) | 1231–1276      |                                    | Der König von Aragón eroberte 1229 die Inselhauptstadt, heute Palma, und bis 1231 den Rest der Hauptinsel der Balearen. Der dominus Peter von Portugal (1231–1244) eroberte 1235 Ibiza und Formentera. Menorca wurde tributpflichtig gemacht. Bei seinem Tod verfügte Jakob I. eine Erbteilung, in der Mallorca an seinen zweiten Sohn gehen sollte. |
|      | Jakob II. (* 31. Mai 1243; † 29. Mai 1311)                                      | 1276–1285      | zweiter Sohn des Vorgängers        | 1285 wurde Mallorca von König Alfons III. von Aragón besetzt, der 1287 auch Menorca eroberte. Erst nach dem Frieden von Anagni 1295 wurde das Königreich wieder an Jakob II. zurückerstattet. |
|      | Alfons (* 31. Mai 1243; † 29. Mai 1311)                                         | 1285–1291      | Neffe des Vorgängers und Usurpator | |
|      | Jakob II. der Gerechte (* 10. August 1267; † 02. November 1327)                 | 1291–1295      | Sohn des Vorgängers                | |
|      | Jakob II. (* 31. Mai 1243; † 29. Mai 1311)                                      | 1295–1311      | Großonkel des Vorgängers           | Zweite Regierungsführung |
|      | Sancho der Friedliche Sanç el Pacífíc (* 1277; † 4. September 1324)             | 1311–1324      | Sohn des Vorgängers                | |
|      | Jakob III. der Kühne Jaume el Temerari (* 5. April 1315; † 25. Oktober 1349)    | 1324–1344      | Neffe des Vorgängers               | |

| König Peter IV. von Aragón annektierte 1344 Mallorca und verband dessen Krone mit der von Aragón. Für die nachfolgenden Könige siehe: Liste der Könige von Aragón. |

## Weitere Entwicklung
Die Institutionen der mit der Krone Aragóns assoziierten Länder blieben auch im vereinten Spanien weiter bestehen und wurden erst nach dem Ende des spanischen Erbfolgekrieges durch die von König Philipp V. erlassenen Decretos de Nueva Planta aufgelöst und mit den kastilischen Institutionen zu einem zentralistischen spanischen Staat vereint. Das Königreich Mallorca wurde demnach 1715 aufgelöst.